# جيري هاس
جيري هاس (بالإنجليزية: Jerry Haas)‏ هو لاعب غولف أمريكي، ولد في 16 سبتمبر 1963 في بلفيل في الولايات المتحدة.

## وصلات خارجية
- جيري هاس على موقع رابطة لاعبي الغولف المحترفين (الإنجليزية)